# Helen Shivers
Helen Shivers (alternativt skriven med efternamnet Rivers) är en fiktiv karaktär och en av huvudkaraktärerna i filmserien baserad på Lois Duncans spänningsroman I Know What You Did Last Summer från 1973. Hon är en före detta skönhetsdrottning som blir indragen i ett skräckfyllt mysterium, då hon tillsammans med expojkvännen Barry Cox (i filmserien spelad av Ryan Phillippe) och deras två bästa vänner Julie James (i filmserien spelad av Jennifer Love Hewitt) och Ray Bronson (i filmserien spelad av Freddie Prinze Jr.), är med om en tragisk smitningsolycka (även kallad för "hit and run"), som skiljer sig från både bokversionen och filmversionen från 1997. Filmversionen av Helen spelas av Sarah Michelle Gellar, och är en av två huvudkaraktärer som inte har återvänt till någon av uppföljarna, då hon mot slutet blir mördad av fiskekroksmördaren Ben Willis (spelad av Muse Watson).
Helen är ofta ihågkommen som en av de mest minnesvärda karaktärerna i den första filmen i serien I Know What You Did Last Summer, särskilt på grund av sin intensiva flyktsekvens – en lång, spännande scen där hon nästan lyckas undkomma mördaren Ben Willis, innan hon blir dödad av honom. Trots att filmen har flera kända skådespelare (som Jennifer Love Hewitt och Ryan Phillippe), blev Gellars roll som Helen något av en fanfavorit, tack vare hennes starka närvaro och tragiska öde.